# Andi (ime)
Andi je moško osebno ime.

## Izvor imena
Ime Andi je različica moškega osebnega imena Andrej.

## Pogostost imena
Po podatkih Statističnega urada Republike Slovenije je bilo na dan 31. decembra 2007 v Sloveniji število moških oseb z imenom Andi: 71.

## Osebni praznik
Osebe z imenom Andi godujejo takrat kot osebe z imenom Andrej.